# Una famiglia impossibile

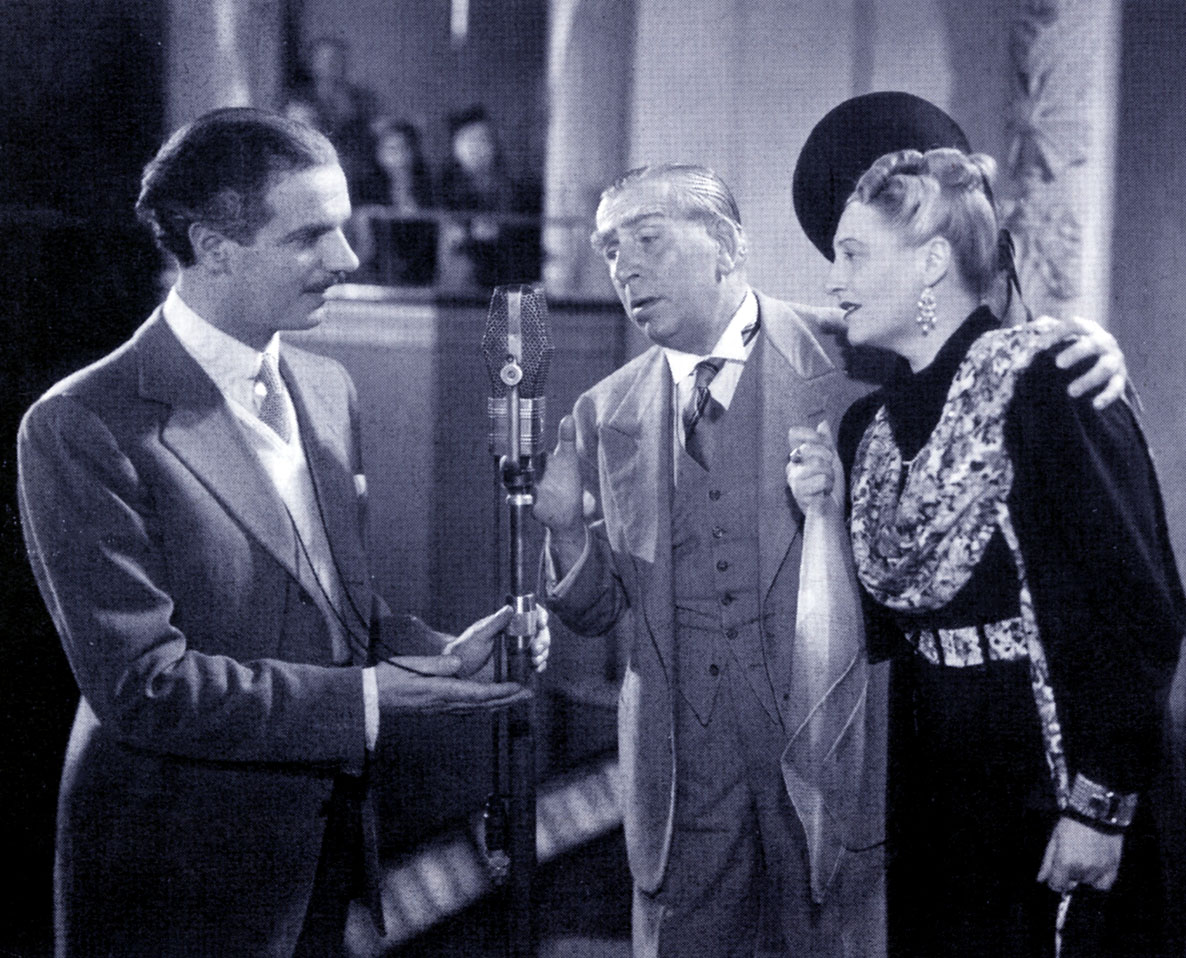
Pina Renzi dans le film Una famiglia impossibile avec (à gauche) et Armando Falconi (au centre).

Una famiglia impossible (littéralement : « une famille impossible ») est un film comédie italien réalisé par Carlo Ludovico Bragaglia sorti en 1940 et mettant en vedette Armando Falconi, Pina Renzi et Maria Mercader,.

## Synopsis
Une jeune femme riche tombe amoureuse d'un chanteur de radio qu'elle n'a jamais vu. Elle oblige son étrange famille composée d'un père sans mémoire, d'une mère aux idées de grandeur, de trois sœurs passionnées par le chant et une autre qui s'occupe d'enfants abandonnés, à l'accompagner au siège de l'EIAR afin de le rencontrer.

## Fiche technique
- Titre : Una famiglia impossibile
- Réalisation : Carlo Ludovico Bragaglia
- Scénario : Cesare Zavattini, Aldo De Benedetti
- Musique : Cesare A. Bixio, Giovanni D'Anzi, Luigi Pagano
- Photographie : Anchise Brizzi
- Producteur : Giuseppe Amato
- Décors : Guido Fiorini
- Montage : Ines Donarelli
- Format : Noir et blanc, son mono, rapport de forme : 1.37 : 1
- Durée : 75 minutes
- Genre : comédie
- Pays de production :  Royaume d'Italie
- Date de sortie : 
  - Italie : décembre 1940[4]

## Distribution
- Armando Falconi : Giovanni Bartolla
- Pina Renzi : Cesira Bartolla
- Maria Mercader : Edvige Bartolla
- Clely Fiamma : Anna Bartolla
- Isa Bellini : Marina Bartolla
- Thea Prandi : Nerina Bartolla
- Wilma Mangini : Malvina Bartolla
- Sergio Tofano : le majordome
- Alberto Rabagliati : le chanteur
- Arturo Bragaglia
- Stefano Sibaldi : le directeur
- Paolo Stoppa
- Pippo Barzizza
- Nunzio Filogamo